# NGC 1821
NGC 1821 este o galaxie situată în constelația Iepurele. A fost descoperită în 26 decembrie 1885 de către Francis Leavenworth.